# Édouard Kula
Pour les articles homonymes, voir Kula.
Édouard Kula, né le 17 novembre 1944 à Paris et mort le 29 novembre 2007 à Marseille, était un footballeur français évoluant au poste d'arrière gauche. 

## Biographie
Il remporte avec l'Olympique de Marseille le doublé Championnat - Coupe de France en 1972. 
Avec l'équipe de France des moins de 19 ans il participe au Championnat d'Europe de football des moins de 19 ans 1963. 

## Clubs
- ????-1962 : CA Paris
- 1962-1966 : RC France (60 matches - 3 buts)
- 1966-1968 : RC Lens (52 matches - 2 buts)
- 1968-1969 : Joinville[réf. nécessaire]
- 1969-1970 : RFC Paris-Neuilly (29 matchs)
- 1970-1973 : Olympique de Marseille (100 matches - 2 buts)
- 1973-1974 : Paris FC (27 matches - 0 but)
- 1974-1977  : AS Mazargues

## Palmarès
- Champion de France avec Marseille : 1971 et 1972
- Vainqueur de la Coupe de France avec Marseille : 1972